# تریسی هندرسون
تریسی هندرسون (انگلیسی: Tracy Henderson؛ زادهٔ ۳۱ دسامبر ۱۹۷۴) بازیکن بسکتبال اهل ایالات متحده آمریکا است.